# 特鲁塞
特鲁塞（法語：Troussey，法語發音：[tʁusɛ]）是法国默兹省的一个市镇，属于科梅尔西区。

## 地理
特鲁塞（48°42'9"N, 5°42'6"E）面积17.23 平方千米，位于法国大東部大區默兹省，该省份为法国西北部内陆省份，北与比利时接壤，西接马恩省和阿登省，南至上马恩省和孚日省，东临默尔特-摩泽尔省。
与特鲁塞接壤的市镇（或旧市镇、城区）包括：布克、特龙德、默兹河畔乌尔什、默兹河畔帕尼、索尔西-圣马丹、瓦-瓦孔。

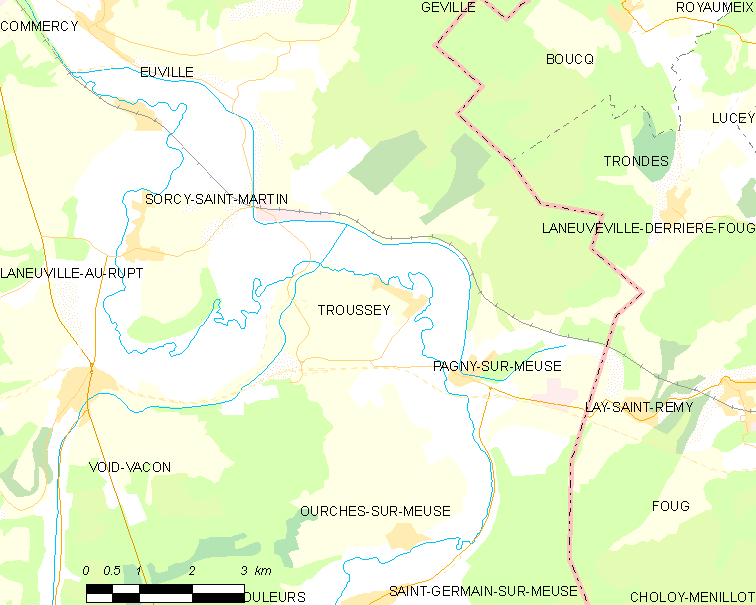
特鲁塞的OSM定位图

特鲁塞的时区为UTC+01:00、UTC+02:00（夏令时）。

## 行政
特鲁塞的邮政编码为55190，INSEE市镇编码为55520。

## 政治
特鲁塞所属的省级选区为沃库勒尔县。

## 人口

1962-2008年间特鲁塞人口变化图示

特鲁塞于2022年1月1日时的人口数量为470人。